# Meopta
Meopta är en tjeckisk tillverkare av optiska produkter, bland annat kikare och kikarsikten. Företaget grundades 1933 under namnet Optikotechna och var under kalla kriget en stor leverantör av militär optik åt krigsmakterna i Warszawapakten.
Meopta producerade tidigare även bland annat en känd serie av förstoringsapparater för mörkrumsarbete. Från och med 1 januari 2007 har tillverkningen av förstoringsapparater upphört, detta till grund av sjukande försäljningssifror då den breda massan fotograferar digitalt. Man kan dock ännu idag (mars 2008) få tag på förstoringsapparater, tillbehör och reservdelar av återförsäljare, detta på grund av att Meopta säljer ut sitt lager. Dock kvarstår tillverkningen av olika former av sikten till gevär.